# Daniel Schenkel
Daniel Schenkel, född den 21 december 1813 i Dägerlen (kantonen Zürich), död den 19 maj 1885 i Heidelberg, var en schweizisk protestantisk teolog och kyrkoman.

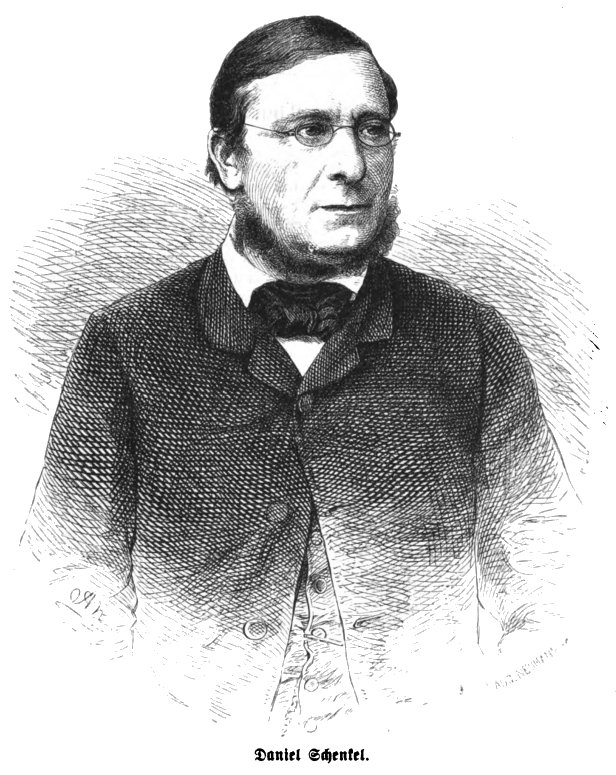

Schenkel blev 1838 privatdocent i Basel, 1841 pastor i Schaffhausen, 1850 professor i Basel samt 1851 professor, seminariedirektor och förste universitetspastor i Heidelberg. Som författare utvecklade Schenkel en utomordentlig produktivitet. Med sina mångsidiga vetenskapliga intressen förenade han en kanske än starkare utvecklad håg för kyrklig och kyrkopolitisk verksamhet, och till nästan alla under hans tid framträdande kyrkliga stridsfrågor eller företeelser tog han, som i kyrkopolitiskt hänseende tidtals intog en synnerligen inflytelserik ställning, jämväl i skrift ståndpunkt. Om hans kyrkliga intressen vittnar också en serie av populära, historiska skrifter: biografier över Pestalozzi, Schleiermacher, E.M. Arndt med flera. 
Men vid sidan härav fann han också tid till en synnerligen omfattande, rent vetenskaplig produktion. De mest betydande av hans hithörande arbeten är: Das Wesen des Protestantismus (3 band, 1846–1851, 2:a, förkortade upplagan 1861), Die christliche Dogmatik vom Standpunkte des Gewissens (2 band, 1858), Das Charakterbild Jesu (1864, 4:e upplagan 1873; svensk översättning 1865–1867), Die Grundlehren des Christenthums aus dem Bewusstsein des Glaubens dargestellt (1877) och Das Christus-Bild der Apostel und der nachapostolischen Zeit (1879). För eftervärlden är kanske dock hans namn mest bekant genom det av honom redigerade och utgivna Bibellexikon (5 band, 1869–1875). 
Till sin åskådning genomgick Schenkel i såväl kyrkligt som teologiskt hänseende småningom en utveckling från en mera moderat till en utpräglat liberal ståndpunkt. Redan hans dogmatik väckte från denna synpunkt starkt uppseende, och hans "Charakterbild Jesu" framkallade i kyrkliga kretsar en verklig storm, som tog sig uttryck bland annat i starka krav på Schenkels avsättning från befattningen som seminariedirektor, ett steg, som dock avböjdes genom kyrkoledningens förmedlande ingripande. I den av Schenkel uppsatta och 1860-72 redigerade "Allgemeine kirchliche Zeitschrift" skapade han ett litterärt organ för den frisinnade kyrkliga och teologiska riktningen, och 1863 tog han initiativ till bildandet av den 1865 definitivt konstituerade protestantföreningen, vars förste ordförande han blev.